# بیمارستان سلطنتی بتلم
بیمارستان سلطنتی بتلم (انگلیسی: Bethlem Royal Hospital)، بیمارستان روان‌پزشکی در بروملی, لندن است. ابتدا  بیمارستان سنت مری بیت لحم نام داشت.
تاریخ مشهور آن الهام‌بخش چندین کتاب، فیلم و سریال‌های تلویزیونی ترسناک بوده است، از جمله مهم‌ترین آن‌ها بدلم (فیلم ۱۹۴۶)، فیلمی محصول ۱۹۴۶ با بازیگری بوریس کارلوف است.